# صدفية حفاظية
صدفية حفاظية أو صداف حفاضي (بالإنجليزية: Napkin psoriasis)‏ وتُعرف أيضًا بصدفية منطقة حفاظة الأطفال، وغالبًا ما تحدث في الرُضع بين 2-8 شهر من العُمر.:194